# Acacia filipes
Acacia filipes é uma espécie de leguminosa do gênero Acacia, pertencente à família Fabaceae.